# Кохівка (Подільський район)
Ко́хівка — село Ананьївської міської громади Подільського району Одеської області, Україна. Населення становить 366 осіб.

## Історія
7 (20) листопада 1917 року, відповідно до Третього Універсалу Української Центральної Ради, увійшло до складу Української Народної Республіки.
За радянських часів в Кохівці була розміщена центральна садиба колгоспу «Більшовик» зернового і м'ясо-молочного напряму, якому належали 8807 га земельних угідь, у тому числі 6598 га орної землі; також вирощували тютюн. Діяли млин, ремонтні майстерні, лісопильня, восьмирічна і початкова школи, бібліотека, будинок культури на 400 місць.
Під час організованого радянською владою Голодомору 1932—1933 років померло щонайменше 3 жителі села.
Було центром Кохівської сільської ради.
12 червня 2020 року, відповідно до Розпорядження Кабінету Міністрів України від № 724-р «Про визначення адміністративних центрів та затвердження територій територіальних громад Одеської області», увійшло до складу Ананьївської міської територіальної громади.
19 липня 2020 року, в результаті адміністративно-територіальної реформи і ліквідації Ананьївського району, село увійшло до складу новоутвореного Подільського району.

## Населення
Згідно з переписом 1989 року населення села становило 477 осіб, з яких 197 чоловіків та 280 жінок.
За переписом населення 2001 року в селі мешкало 366 осіб.

### Мова
Розподіл населення за рідною мовою за даними перепису 2001 року:
| Мова       | Відсоток |
| ---------- | -------- |
| українська | 96,17 %  |
| російська  | 2,19 %   |
| румунська  | 1,37 %   |
| болгарська | 0,27 %   |